# Décès en 915
Décès
- 911
- 912
- 913
- 914
- 915
- 916
- 917
- 918
- 919

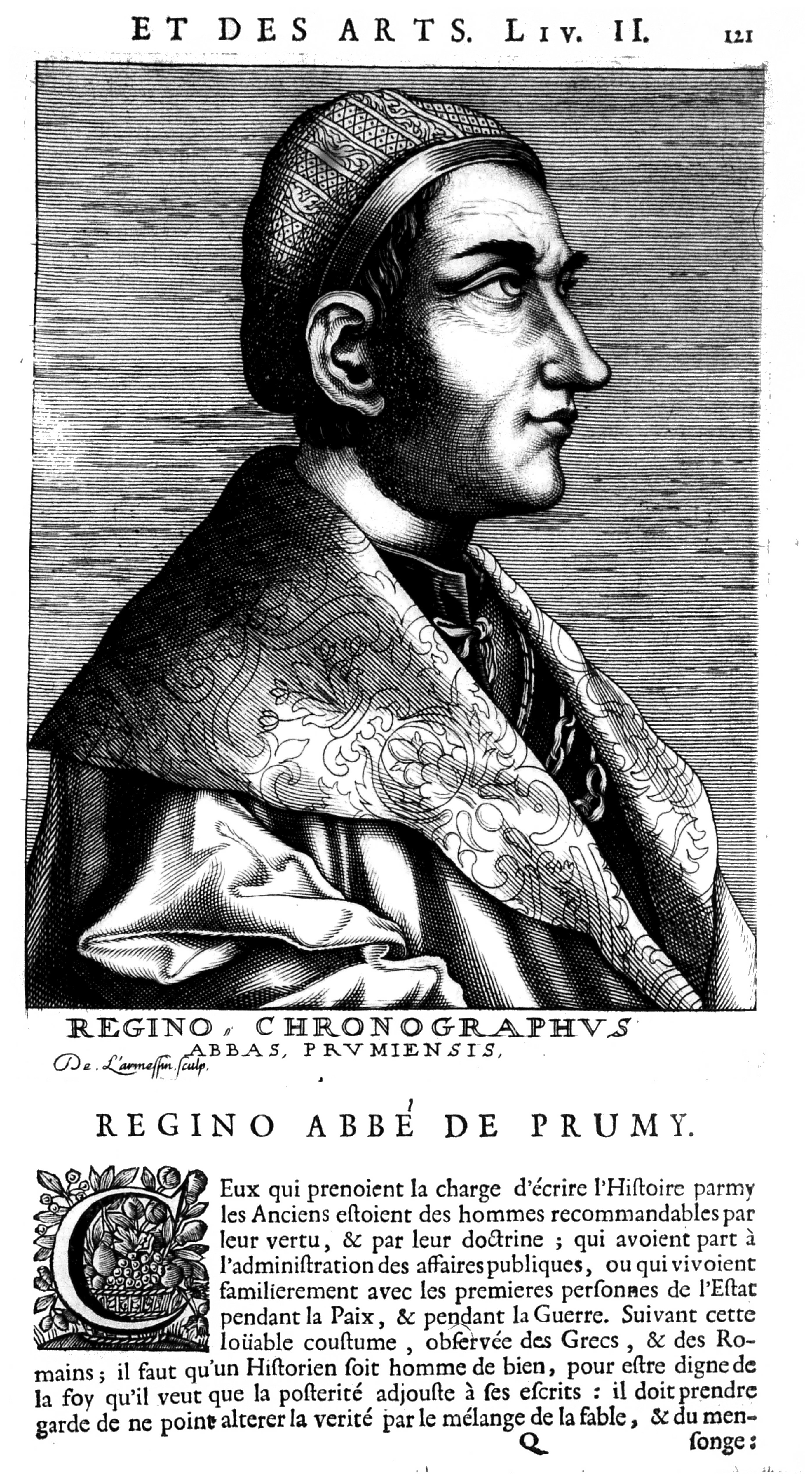
Réginon de Prüm mort en 915.

Cette page dresse une liste de personnalités mortes au cours de l'année 915 :
- 30 mars : Radbod de Trèves, archevêque de Trèves et chancelier du royaume des Francs.

- Adalbert II de Toscane, marquis de Toscane et comte de Corse.
- An-Nasa'i, auteur d’un livre de hadiths (paroles et actes du Prophète).
- Annen (en), moine bouddhiste japonais.
- Bertila de Spolète (en), première femme de Bérenger Ier de Frioul.
- Spytihněv Ier de Bohême, duc de Bohême.
- Grégoire IV de Naples, duc de Naples.
- Réginon de Prüm, chroniqueur et canoniste médiéval.
- Ludhelm de Toul, 30e évêque de Toul.
- Domnall mac Áeda, roi d' Ailech.
- Suñer II d'Empúries (en), comte d'Empúries et de Roussillon.

date incertaine
- Léon Luc de Corleone, higoumène de Corleone.
- Tuotilo, moine et compositeur.

## Crédit d'auteurs
- Cet article est partiellement ou en totalité issu de l'article intitulé « 915 » (voir la liste des auteurs).